# La invasió dels ultracossos
La invasió dels ultracossos (títol original en anglès: Invasion of the Body Snatchers) és una pel·lícula estatunidenca dirigida per Philip Kaufman, estrenada el 1978 i doblada al català.

## Argument
Elizabeth s'adona un dia del comportament estrany del seu amic. A continuació, a poc a poc, altres persones es transformen estranyament. Mentre dorm, una planta fabrica el seu doble perfecte, mentre l'original desapareix. Considerat com el remake de la famosa pel·lícula de Don Siegel, aquesta pel·lícula és abans de tot una nova adaptació del llibre original de Jack Finney.

## Repartiment
- Donald Sutherland: Matthew Bennell
- Brooke Adams: Elizabeth Driscoll
- Jeff Goldblum: Jack Bellicec
- Veronica Cartwright: Nancy Bellicec
- Leonard Nimoy: Dr.. David Kibner
- Art Hindle: Dr.. Geoffrey Howell
- Lelia Goldoni: Katherine Hendley
- Kevin McCarthy: l'home qui court
- Don Siegel: el taxista
- Tom Luddy: Ted Hendley
- Stan Ritchie: Stan
- David Fisher: Mr. Gianni
- Robert Duvall: L'home al columpi al principi (cameo)

## Premis i nominacions
- El 1978, per l'Acadèmia de cinema de ciència-ficció, fantàstic i terror, el film es va endur dos premis Saturn: 
  - millor director (Philip Kaufman)
  - millor so (Art Rochester, Mark Berger i Andy Wiskes)
- La pel·lícula també va ser nominada a altres sis categories: 
  - millor pel·lícula de ciència-ficció
  - millor actor (Donald Sutherland)
  - millor actriu (Brooke Adams)
  - millor actor secundari (Leonard Nimoy)
  - millor maquillage (Thomas R. Burman i Edouard F. Henriques)
  - millors efectes especials (Dell Rheaume i Russel Hessey
- Antena d'or al Festival internacional de cinema fantàstic d'Avoriaz 1979

## Altres films basats en la mateixa novel·la
- Invasion of the Body Snatchers, dirigida per Don Siegel el 1956
- Body Snatchers, dirigida el 1993 per Abel Ferrara
- Invasion, dirigida el 2007 per Oliver Hirschbiegel